# Cuisine burundaise
La cuisine burundaise est le reflet de la géographie variée du pays : en effet, le Burundi est situé en Afrique centrale sur un  territoire de montagnes, savanes, champs agricoles, forêts implantées à proximité de rivières et points d'eau. L'agriculture s'étale sur 80 % de la surface du pays. Elle comprend notamment les cultures du café, thé, maïs, haricot et du manioc. Grâce à ces caractéristiques, la cuisine du Burundi est très représentative de la culture culinaire africaine, car elle comprend les haricots, qui sont la base de la cuisine burundaise, les fruits exotiques, principalement les bananes plantains, patates douces, le manioc, les pois et les céréales, comme le maïs et le blé. L'alimentation burundaise comprend peu de viande, car l'élevage est une activité secondaire. Toutefois, il existe quelques plats de chèvre et de viande de brebis. La vache est considérée comme un animal sacré et n'est donc pas consommée.
La cuisine burundaise est basée sur la nourriture faite maison, à l'aide d'ustensiles faits  également maison utilisés pour boire, transporter de l'eau et stocker les céréales.

## Produits de base

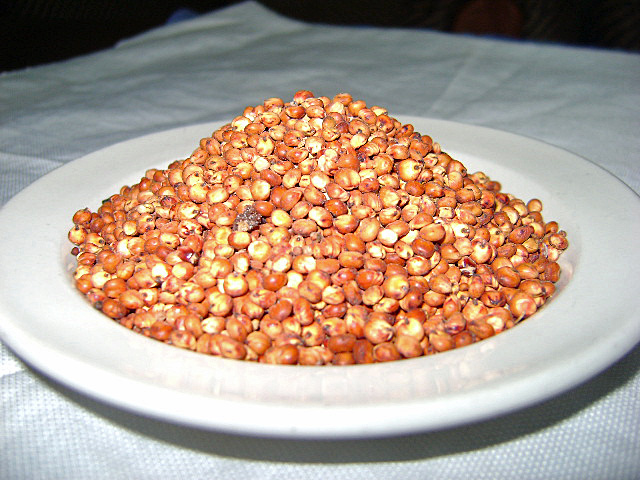
Sorgho rouge
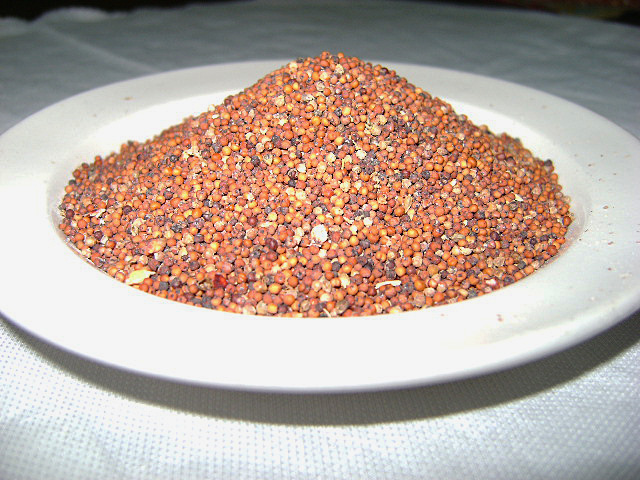
Éleusine
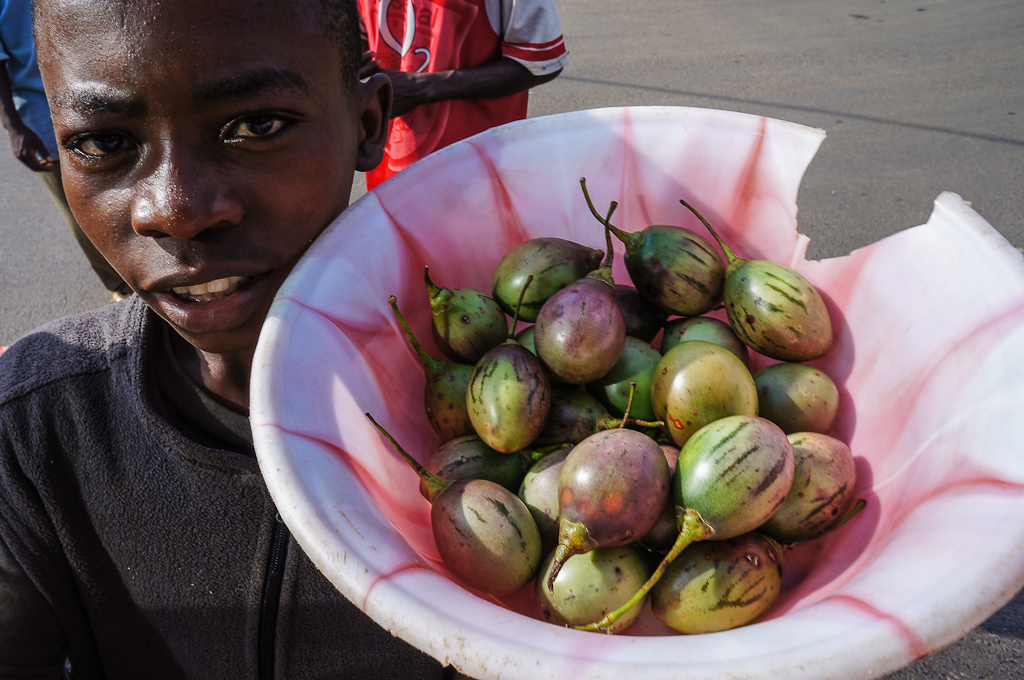
Tamarillo
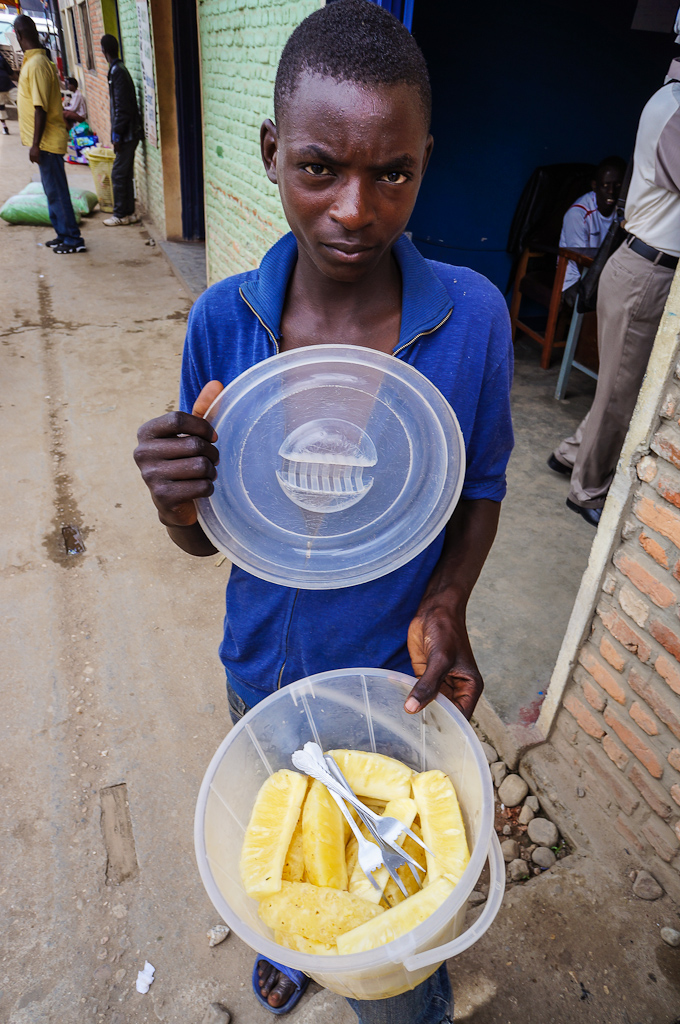
Ananas

## Source
- (en) Cet article est partiellement ou en totalité issu de l’article de Wikipédia en anglais intitulé « Cuisine of Burundi » (voir la liste des auteurs).